# Nathalie von Siebenthal
Nathalie Von Siebenthal (Saanen, 30 settembre 1993) è una fondista svizzera.

## Biografia
Il 16 gennaio 2016 vince la prova di 5 km a tecnica classica a Zweisimmen e si laurea campionessa svizzera; l'anno dopo ai Mondiali di Lahti 2017, suo esordio iridato, si è classificata 30ª nella 10 km, 11ª nella 30 km, 4ª nello skiathlon e 7ª nella staffetta. Ai XXIII Giochi olimpici invernali di Pyeongchang 2018, suo esordio olimpico, si è classificata 6ª nella 10 km, 22ª nella 30 km, 6ª nello skiathlon e 7ª nella staffetta; l'anno successivo ai Mondiali di Seefeld in Tirol è stata 7ª nella 30 km, 18ª nell'inseguimento e 10ª nella nello skiathlon.

## Palmarès

### Coppa del Mondo
- Miglior piazzamento in classifica generale: 17ª nel 2017 e nel 2018

### Campionati svizzeri
- 1 medaglia:
  - 1 oro (5 km TC nel 2016)